# Ракоци (Горж)
Ракоци (рум. Racoți) насеље је у Румунији у округу Горж у општини Тисмана. Oпштина се налази на надморској висини од 212 m.

## Становништво
Према подацима из 2002. године у насељу је живело 354 становника, од којих су сви румунске националности.